# Edwin Somers
Edwin Somers (6 november 1967) is een Belgisch voormalig voetballer die speelde als verdediger.

## Carrière
Somers speelde voor Spouwen-Mopertingen, Standard Luik, KFC Winterslag, Verbroedering Geel en KRC Genk.